# Ingrandes (Vienne)
Ingrandes település Franciaországban, Vienne megyében. Lakosainak száma 1704 fő (2022. január 1.). Ingrandes Antran, Châtellerault, Dangé-Saint-Romain, Leugny, Oyré és Vaux-sur-Vienne községekkel határos.

## Népesség
A település népességének változása:
| Lakosok száma | 1762 | 1762 | 1792 | 1750 | 1744 | 1744 | 1724 | 1714 | 1704 |
|               | 2013 | 2015 | 2016 | 2017 | 2018 | 2019 | 2020 | 2021 | 2022 |